# 凱爾蒂山
79°15′S 159°29′E / 79.250°S 159.483°E
凱爾蒂山（英語：Mount Keltie）是南極洲的山峰，位於奧次地，處於科斯科山和查默斯山之間，屬於康韋山脈的一部分，海拔高度2,640米，由英國探險隊發現，現時由南極條約體系管理。